# Rómulo Calvo
Rómulo Calvo Bravo (Santa Cruz de la Sierra, Bolivia; 30 de julio de 1972) es un médico cirujano proctólogo, político y dirigente cívico boliviano. Ejercía como Presidente del Comité Cívico Pro Santa Cruz, desde el 26 de febrero de 2021 hasta el 25 de febrero de 2023, y a su vez, también es el presidente de la Sociedad Boliviana de Coloproctología. Fue el alcalde interino transitorio de la ciudad de Santa Cruz de la Sierra, entre octubre de 2004 y enero de 2005 y concejal municipal, desde febrero de 2000 a octubre de 2004.

## Biografía
Rómulo nació en Santa Cruz el 30 de julio de 1972. Realizó sus estudios primarios y secundarios en su ciudad natal saliendo bachiller el año 1990. Continuó con sus estudios superiores, ingresando a estudiar la carrera de medicina en la Universidad Cristiana de Bolivia de donde se graduó como médico cirujano de profesión. Obtuvo su especialización en cirugía general en la Caja Nacional de Salud (CNS) y posteriormente realizó un posgrado en Colo-Proctología en la Caja Petrolera de Salud (CPS).
Durante su vida laboral fue presidente de la Sociedad Cruceña de Proctología y actualmente preside la Sociedad Boliviana de Coloproctología

### Sentencia
El 6 de junio de 2023, fue sentenciado a dos años de cárcel por el ultraje a la wiphala en septiembre de 2021.